# Карлос Гарайкоєчеа
Карлос Гарайкоєчеа Урріста (баск. Carlos Garaikoetxea Urriza 2 червня 1938 Памплона, Наварра )  — баскський політик. Леендакарі (Президент) Країни Басків з 9 квітня 1980- 2 березня 1985.

## Біографія
Карлос Гарайкоєчеа народився 2 червня 1938 року в місті Памплона стародавній столиці Басконії. Сім'я Карлоса була віруючими католиками та традиціоналістами середнього класу.
Був обраний президентом Країни Басків з квітня 1980 року. Під час президентства увагу приділяв увічненню пам'яті басконського поета Хосе-Марії Іпаррагірре.
Відправлений у відставку рішення Баскської національної партії 2 березня 1985 року. В 1986 році заснував власну партію Еуско Алькартасуна, яку очолював до 1999.

## Особисте життя
Одружений. Дружина Саргаріо Міне з якою виховав трьох дітей. Володіє басконською, іспанською, англійською та французькою